# Évadné fille de Strymon
Pour les articles homonymes, voir Évadné.
Dans la mythologie grecque, Évadné est une naïade, fille du dieu fleuve Strymon et de Néère.
Elle épouse Argos (roi d'Argos), qui lui donne plusieurs enfants : Criasos, Ecbasos, Épidauros, Piras (en) et Piranthos (ce dernier n'est cité que par Hygin).

## Sources
- Pseudo-Apollodore, Bibliothèque [détail des éditions] [lire en ligne], II, 1, 2 ;
- Hygin, Fables [détail des éditions] [(la) lire en ligne], CXLV.